# IPBES
IPBES står for Intergovernmental Science-Policy Platform on Biodiversity and Ecosystem Services. IPBES er en international natur- og miljøorganisation, der blev etableret af EU under det danske EU-formandskab i 2012, men som nu hører under FN. Formålet med IPBES er at styrke sammenhængen mellem forskning og politik i relation til biodiversitet og økosystemydelser. IPBES kan ses som en parallel til det internationale klimapanel IPCC, men med biodiversitet og økosystemtjenester som hovefokus i sit kommissorium. IPBES, som har 135 medlemslande (2021), udgiver globale rapporter om natur, biodiversitet og økosystemer, og har hovedkvarter i Bonn i Tyskland. IPES samarbejder med bl.a. UNESCO og IPCC.

## IPBES i Danmark
Der blev i 2016 oprettet et dansk koodinationskontor for IPBES ved navn IPBES i Danmark i et samarbejde mellem danske universiteter samt Miljø- og Fødevareministeriet, i dag Miljøministeriet. I 2024 består IPBES-partnerskabet af Aalborg Universitet, Aarhus Universitet, Copenhagen Business School, Danmarks Tekniske Universitet, Københavns Universitet og Syddansk Universitet.
IPBES i Danmarks arbejde består i at forankre IPBES’ viden og ressourcer i danske fagmiljøer og politiske beslutningsprocesser. IPBES arbejder tværfagligt og inddrager forskere fra en bred vifte af faglige miljøer. Samtidig sørger det danske kontor for, at den viden, IPBES udarbejder på baggrund af ønsker fra medlemslandene, overleveres til de danske beslutningstagere, når konklusionerne er godkendt. Endelig sørger IPBES i Danmark for at formidle IPBES’ aktiviteter og resultater til både beslutningstagere og den øvrige danske befolkning gennem forskellige aktiviteter og projekter, herunder udvikling af undervisningsmaterialer henvendt til elever i gymnasieskolerne.
IPBES i Danmark er organiseret i en styregruppe, der består af en repræsentant fra hver af IPBES i Danmarks partnere. Styregruppen skal sikre den strategiske retning for IPBES i Danmark samt sikre at samarbejdsaftalen efterleves. Derudover har IPBES i Danmark et ekspertudvalg, der består af forskere fra relevante institutter under universiteterne. Ekspertudvalget bidrager til at sikre forankringen af IPBES i Danmark på universiteterne samt implementering af IPBES i Danmarks arbejde.